# Marimar (canción)
Marimar es una canción de la telenovela de su mismo nombre, protagonizada por Thalía en 1994. Esta es la última canción que Thalia lanza con la disquera de Fonovisa. La canción fue un éxito debido al gran apoyo que la telenovela le dio, además es una canción que Thalía considera única ya que no volverá a trabajar con ese ritmo.

## Información
Es el primer y único sencillo de la cantante mexicana Thalia de su álbum MariMar, esta canción fue lanzada cuando la telenovela dio inicio, se pensó ser incluida en el disco Love, pero no se logró, la canción cuenta con su propio disco que se presentó en 1994, y aunque no es un disco con canciones inéditas, se logró vender gracias a la fama de la telenovela.
La canción y la novela fueron muy sonadas en las radios sobre todo por su sonido tropical, para que la gente no se enterara del final de la novela. La canción fue adaptada para la entrada de la telenovela.

## La canción
Al igual que su antesesora esta novela también tuvo frases célebres que la identificaran y que la hicieron única.

¡Marimar au, costeñita soy!
Marimar

¡Cachito!
MariMar

¡No que no!
MariMar

La canción cuenta la historia de una chica que se crio con sus abuelos en la costa cerca del mar. Dice también que un hombre la enamoró por revancha y luego su vida da un gran cambio. Además, dice que siempre manda el amor.

### Letra
"Marimar, costeñita soy, con mis abuelos me críe, en un lindo y cálido mar; que todito me dio cuando al amor me llevó. Marimar, au costeñita soy costeñita, cuando lo vi Señor, por revancha me enamoró; y el mar que todito me dio como ola se lo llevó.
Marimar, Marimar, cuando manda el corazón, siempre siempre manda el amor. Marimar, Marimar, cuando manda el corazón siempre siempre manda el amor.
Marimar, au costeñita soy, con mis abuelos me críe, en un lindo y cálido mar; que todito todito me dio cuando al amor me llevó. Marimar, au costeñita soy, el amor me llevó tras él, un sueño todito fue, cuando mi vida cambió, cuando él me reconoció.
Marimar, Marimar, cuando manda el corazón, siempre siempre manda el amor. Marimar, Marimar, cuando manda el corazón siempre siempre manda el amor.
Cuando manda el corazón, siempre siempre manda el amor; cuando manda el corazóoooon. Cuando manda el corazón, siempre siempre manda el amor, cuando manda el corazóooooon, siempre manda el amor.
Marimar, Marimar, cuando manda el corazón, siempre siempre manda el amor. Marimar, Marimar, cuando manda el corazón siempre siempre manda el amor.
Marimar, ¡Cachito!, Marimar, cuando manda el corazón, siempre siempre manda el amor. Marimar, Marimar, cuando manda el corazón siempre siempre manda el amor.
Marimar, Marimar, cuando manda el corazón, siempre siempre manda el amor. Marimar, Marimar, cuando manda el corazón siempre siempre manda el amor.
Marimar. ¿Qué pasó? Marimar, cuando manda el corazón, siempre siempre manda el amor. Marimar, Marimar, cuando manda el corazón siempre siempre manda el amor. No que no."

## Video
El video al igual que el de María Mercedes fue producido por la Editora San Ángel, y fue lanzado en 1994, en el video se muestran escenas de la telenovela y de Marimar.
El video comienza con unas ramas verdes que dice Marimar, y se abren y se observa a Marimar bailando sobre un escenario, también saliendo del mar, corriendo a abrazar a su abuelo Pancho, a su abuela bañándola, sus dos abuelos caminando por la playa.
Ahora se ve que Sergio y Marimar se están besando, luego a Marimar cantando y en la parte derecha un hombre tocando unos tambores. Después se muestra la cara de Sergio, y después al mismo pero sobre un caballo. Luego se muestra a Marimar mirando el océano, y después aparece una sirena con la cara de ella. Luego se puede mirar a Sergio en la hacienda, y también a Marimar en una fuente. Después ella corre hacia el mar con su perro Pulgoso que lleva en la boca una canasta de huevos.
Después se observan una escenas de Sergio y Marimar juntos y felices, el video concluye con Sergio y Thalía juntos.

## Remixes
1. Marimar (Álbum Versión)
2. Marimar (Radio Edit/ Intro De Novela)
3. Marimar (Boogie Mix)
4. Marimar (Remix)